# CIE-9
El CIE-9 es el acrónimo de la Clasificación Internacional de Enfermedades, novena edición, publicada en 1977 por la Organización Mundial de la Salud -OMS- y cuyo fin es clasificar las enfermedades, afecciones y causas externas de enfermedades y traumatismos, con objeto de recopilar información sanitaria útil relacionada con defunciones, enfermedades y traumatismos (mortalidad y morbilidad).
Esta versión coexiste con el CIE-10 que contiene una codificación totalmente diferente a la que se utiliza en el CIE-9 y que requiere un mapeado para su conversión. El CIE-10 se sigue usando en algunos países entre ellos España,Francia,  aunque únicamente en el ámbito sanitario para el registro y la codificación de las enfermedades y procedimientos, la elaboración de listas de causas de muerte y en el análisis de las enfermedades causantes de las bajas temporales por incapacidad. En España se inició en el año 2016 el cambio de la codificación del CIE-9 al CIE-10 en el ámbito hospitalario y se utiliza en diversas comunidades autonómicas en Atención Primaria.
El Centro nacional para la estadística de la salud de Estados Unidos añadió una sección de códigos del procedimientos (Ver ICD-10-PCS) con lo cual se creó la versión denominada “ICD-9-CM” o CIE-9-MC, en la cual CM o MC corresponde a la descripción de “modificación clínica”.
La CID-9 dispone de tres volúmenes:
- Volumen 1: listado tabular
- Volumen 2: índice
- Volumen 3: contiene códigos del procedimiento (ICD-9-CM solamente)

El CIE-9 incluye códigos para diferentes entidades:
- Clasificación de Enfermedades y lesiones
- Códigos V
- Códigos E
- Clasificación de procedimientos
- Códigos M

### En inglés
- ICD-9-CM homepage
- Stanford database
- Searchable Chrisendres database
- Columbia
- CentralX
- ICD-9 Coding Tools From Family Practice Management
- International Classification of Diseases, 9th revision - Clinical Modification - 2014

- Datos: Q14067712
- Multimedia: ICD-9 / Q14067712